# Szőke András (filmrendező)
Szőke András (Szentes, 1962. október 11. –) Balázs Béla-díjas magyar filmrendező, forgatókönyvíró, operatőr és színész, az underground filmkészítés egyik legismertebb alakja, a Magyar Érdemrend lovagkeresztjének tulajdonosa, a Vidéki Digitális Polgári Kör egyik alapítója.

## Életpályája
Szülővárosában a szentesi Horváth Mihály Gimnáziumban a neves drámapedagógus, Bácskai Mihály színészosztályába járt, több amatőr színházi csoportban játszott. Tizenöt éves kora óta amatőrfilmes.
1981-ben Budapestre költözött. Jelentkezett a Színház- és Filmművészeti Főiskolára, többször felvételizett színész szakra, de — elsősorban egyedi karaktere miatt — nem vették fel. (Érdekesség, hogy később Antal Nimródék osztályát tanította, Xantus János tanársegédje volt.) Mivel festőnek készült, több alkalommal a Képzőművészeti Főiskolára is felvételizett, sikertelenül. Rekordszámú felvételi jelentkezései között volt két év, amikor animációs tervezőnek is megpróbált jelentkezni. A Horizont moziban takarítóként, illetve számos helyen masszőrként dolgozott.
A nyolcvanas évek két legfontosabb független filmes műhelyében dolgozott, a Szomjas György vezette Kőbányai Filmstúdióban 1981–1987 között, majd 1990/91-től a Közgáz Vizuális Brigádban, a csoport tagjaként a Tilos Rádió munkatársa is volt.
1990 óta Taliándörögdön él, ahol a helyi plébánossal, Illés Sándorral együtt közösségszervezéssel és egy rendhagyó helytörténeti múzeum kialakításán, az Ősök Háza „projekten” is dolgoznak. Az eredetileg paplakként funkcionáló, de nem lakott épületbe gyűjtenek és rendszereznek a helyi lakosság segítségével minden dokumentumot, emléket, ami a településsel kapcsolatos. Emellett Szőke több falubelivel közösen, gyógynövényekkel és a belőlük készült termékek előállításával foglalkozik.
A kétezres évek közepére Szőke barátjával, Badár Sándorral együtt – előbb a közönség szeretetét, majd a szakma elismerését is bírva – kitört az underground filmvilág relatív ismeretlenségéből, híresség lett: állandó szereplője lett (lettek) reklámoknak (Szőke Kapitányként), talk-show-knak, stand-up-oknak és hasonló médiaeseményeknek.
2025-ben a Vidéki Digitális Polgári Kör egyik alapítója.

## Munkái
Dobos Máriával és Ferenczi Gáborral közösen készítette a Vattatyúk című filmet 1990-ben. Ebben egy üzemi menza konyháján egy aranytojás tűnik fel, majd később el, miután valaki azt állítja, hogy megette azt. Az Európa Kemping (1991) a cselekményvezetés fő elemének a nyomozást megtartva (két rendőr inkognitóban egy strandon egy állítólagos dinnye nagyságú elrejtett bomba után nyomoz) azt burleszkelemekkel dúsította.
Az 1992-es, Zsigmond Dezső és Erdélyi János rendezte Indián Tél című, megtörtént eseten alapuló filmben (egy ember, akit a falu különcsége miatt kiközösít, kivonul a határba és indián módra kezd élni) Törőcsik Marival és Eperjes Károllyal játszik együtt.
1994-es filmjében, a Kiss Vakondban egy mesét, a hetvenes évek népszerű csehszlovák rajzfilmsorozata vakondok-főhősének kalandjait dolgozta fel, aki emberré változik, egy ideig így él, majd újra vakondok lesz. A rendszerváltás előtti és utáni időszak veszteseit megjelenítő műve a Roncsfilm, amelynek társírója is volt. A Dárday István és Szalai Györgyi készítette 1993-as Nyugattól keletre, avagy a média diszkrét bája című road movieban Apró szerepében tűnik fel. Ebben két-három, a piszkos üzletekbe bonyolódó Ivándzsó Béla vállalkozó által kihasznált, teherfuvarozóként alkalmazott kisember a teherautó platóján szállít egy hatalmas, kikapcsolhatatlannak és felrobbanthatatlannak bizonyuló, a „nyertesek” Magyarországának képeit sugárzó Orion gyártmányú színes tévét (teli az akkori idők bank- és egyéb reklámjaival), elrejtve pedig fegyvert a jugoszláv határ közelében fekvő kis faluba, s így közben 60 km/h átlagsebességgel átrobognak a magyar valóságon. Az 1994-es Magyar Filmszemlén Szőke a szerep megformálásáért a Fővárosi Önkormányzat Díját kapta.
Szinte mindig feltűnik szereplőként is a filmjeiben, állandó szereplőtársával és barátjával, Badár Sándorral egyetemben.
A 21. században amatőrfilmek helyett komoly mecenatúrára is hajlandó producerek (mint például Sándor Pál) segítségével több nagyobb költségvetésű, „profi” filmet is forgatott (Zsiguli, Hasutasok), és Badár Sándorral a UPC cég reklámjaiban is feltűnt, mint Szőke kapitány.
2006-tól videoblogolt, előbb a Blogteren, majd onnan távozva Hegyi Zsolttal közösen létrehozták az Estiskolát, ami egy fotós-videós közösségi oldal, leckékkel, elemzésekkel, filmetűdökkel. 2010-től eltávolodott a közösségi munkától, a csapat új néven – Látszótér – folytatja a munkát.
2007-2016 között hétfő délelőttönként Szőke rádiózik címmel saját műsora volt a Tilos Rádióban, melyet Taliándörögdön készített. 2008 júliusában önálló műsora indult a Duna Televízióban Szőke Duna címmel, ahol a vidéki életről beszélt. 2008 októberének végén a Celeb vagyok, ments ki innen! című valóságshow-ban szerepelt.

## Válogatott filmográfia
Több mint 30 filmet készített. [Saját filmjei félkövér vastag szedéssel kiemelve!]
- 69 (1987) – forgatókönyvíró, rendező, színész
- Ismeretlen ismerős (1988) – színész
- Vattatyúk (1990) – forgatókönyvíró, rendező, színész
- Roncsfilm (1992) – forgatókönyvíró, színész
- Indián tél (1992) – színész
- Citromdisznó (1992) – forgatókönyvíró, rendező, színész
- Európa Kemping (1992) – forgatókönyvíró, rendező, színész
- Nyugattól keletre, avagy a média diszkrét bája (1993) – színész
- Jó éjt, királyfi (1993) – szereplés
- Kiss Vakond (1993 / 1994) – forgatókönyvíró, rendező, színész
- Kis Romulusz (1994) – színész
- Váratlan halál: a kis húsleves (1995)
- A Nagy Húsleves (1995) – forgatókönyvíró, rendező, színész
- Boldog lovak (1996) – forgatókönyvíró, rendező, színész
- Gengszterfilm (1997) – forgatókönyvíró, színész
- Három (1998) – forgatókönyvíró, rendező, színész
- Helyfoglalás, avagy a mogyorók bejövetele (1999) – forgatókönyvíró, rendező, színész
- Tündérdomb (2000 / 2001) – forgatókönyvíró, rendező, színész
- Zsiguli (2004) – forgatókönyvíró, rendező, színész
- Csudafilm (2005) – szereplés
- Fancsikó és Pinta (2005) – tévéfilm
- Szőke kapitány (2006–2007) – UPC reklámfilmek
- Bányató (2006) – színész
- Hasutasok (2007) – forgatókönyvíró, rendező, színész
- Bakkermann (2007) – forgatókönyvíró, rendező, színész
- Papírkutyák (2008) – színész
- Interkozmosz (2014) – színész
- A delelő obsitos és a fekete bárány (2021) – rendező, színész
- Brigádnapló (2024) – forgatókönyvíró, rendező, színész

## Színház
- Gyöngyhullás

## Díjai
- Balázs Béla-díj (1993)
- Párhuzamos Kultúráért díj (2002)[6]
- Szentes Városért Emlékérem (2008)
- Karinthy-gyűrű (2016)[7]
- A Magyar Érdemrend lovagkeresztje (2023)[8]

## Könyv
- Fejbenfilm. Forgatóskönyv; Barrus, Bp., 2005

## CD
- Mikó György–Szőke András: Vegyesbolt. Szőke András, Tótkecsuák, Mikó; Fonó Records, Bp., 2001

## Idézetek
- „Persze, nincs pénz, azért ilyenek a filmjeim. Amit lehetett, kihoztuk belőlük. Egyszer egy öt perces részt kellett volna csinálnunk valami Szomjas György szerkesztette filmbe. Egy éjszakára megkaptuk a kért helyszínt, egy üzemi étkezdét. Gondoltuk, ha már forgatunk, miért ne forgassunk kicsit hosszabb dolgot. Így készült a Nagy Húsleves című játékfilmem. Magunkról. Az emberekről. Mert szeretem őket.”[9]
- „Nincsen olyan alkotói tevékenység – mostanában –, ami ne kapcsolódna rá valamire, vagy ne előzte volna meg valamilyen más módon kifejezett, más alkotóktól megjelent munka. Mindenhez lehet kapcsolni valamit, és mindent lehet úgy tekinteni, hogy reflexió valamire.”[10]